# 胡安·卡洛斯·瓦雷拉
胡安·卡洛斯·瓦雷拉·羅德里格斯（西班牙語：Juan Carlos Varela Rodríguez；西班牙語發音：[xwan ˈkaɾlos baˈɾela roˈðɾiɣes]；1963年12月12日—），是一位巴拿马政治人物，2014年至2019年任第37任巴拿马总统。2009年到2014年担任副总统。2009年7月到2011年8月担任外交部长。2006年当选巴拿马主义党主席。

## 從政

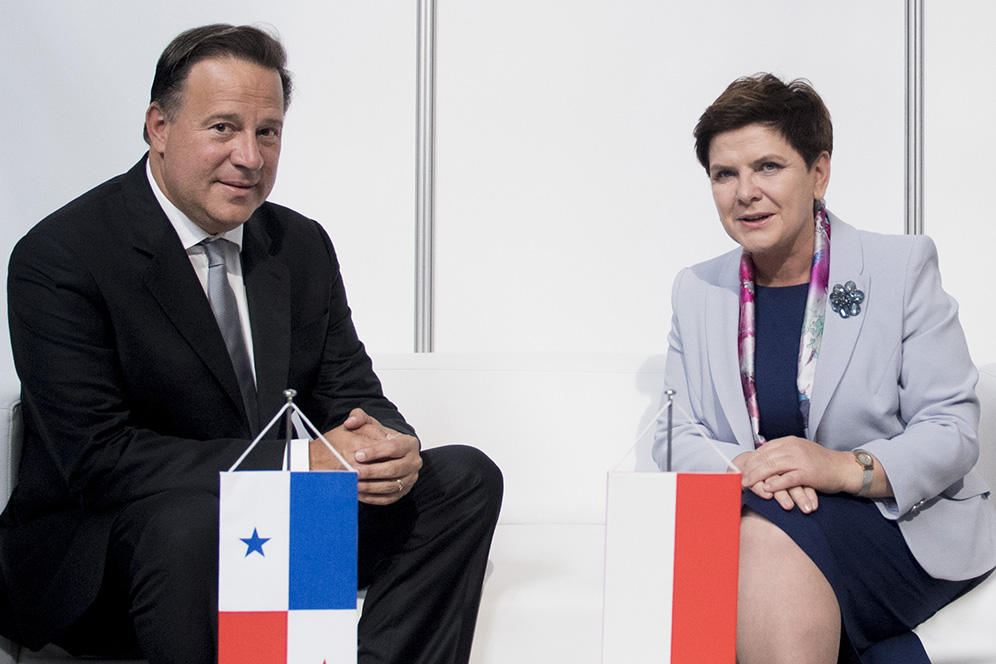
2016年7月31日胡安·卡洛斯·瓦雷拉与波兰总理贝娅塔·席多会面

2014年5月4日，他在总统选举中赢得超过39%的得票率，击败前总统里卡多·马蒂内利以及何塞·多明哥·阿斯当选新一任总统，7月1日正式就任。
2017年6月13日，宣布與中華民國斷交，轉與中華人民共和國建交。胡安·卡洛斯·瓦雷拉是巴拿馬共和國首位、也是目前唯一接見過海峽兩岸兩位國家元首的總統。
2022年，巴拿馬檢方起訴瓦雷拉與前任總統里卡多·马蒂内利因為涉嫌在巴西營建巨擘奧德布雷契（Odebrecht）的貪汙案中洗錢，這兩人自2008年至2014年利用空殼公司與外國銀行帳戶收取奧德布雷契公司的賄款，2023年7月13日美國國務院表示因為瓦雷拉涉及嚴重貪汙案，被列入禁止入境美國的黑名單。

## 荣誉

### 外国勋章奖章
- 特种大绶景星勋章（中华民国，2010年7月26日于台北总统府颁发[3]）

## 个人生活
他妻子是记者洛雷納·卡斯蒂略（Lorena Castillo），两人育有三个孩子。
他兄長 Jose Luis Varela Rodriguez 曾任巴拿馬主義黨主席。